# Gulf Coast Chaos
Gulf Coast Chaos, auch als Mississippi Gulf Coast Chaos und Mississippi Chaos bekannt, war ein kurzlebiges US-amerikanisches Frauenfußball-Franchise mit Sitz in Biloxi, Mississippi.

## Geschichte
Das Franchise stieg zur Saison 1997 in den Spielbetrieb der USL W-League ein. In ihrer ersten Saison schloss das Team mit sieben Punkten auf dem vorletzten sechsten Platz ab in der South Division ab. Zwar startete man dann noch in die Spielzeit 2018, allerdings wurde das Franchise in der Frühphase der Saison schon aufgelöst.